# Vasszilvágy
Vasszilvágy es un pueblo ubicado en el distrito de Szombathely, condado de Vas, Hungría.

## Superficie
Posee una superficie de 11,80 kilómetros cuadrados.

## Demografía
Hasta 2022 la población era de 384 habitantes, con una densidad de población de 32,54 habitantes por kilómetro cuadrado.